# 暴马丁香
暴马丁香（学名：Syringa reticulata subsp. amurensis）又名暴马子、荷花丁香，为木犀科丁香属的亚种。分布于朝鲜、远东地区以及中国大陆的辽宁、黑龙江、吉林等地，生长于海拔100米至1,200米的地区，见于林边、山坡灌丛、沟边、草地和针阔叶混交林中。

## 文化意义
在暖温带、中温带和高原温带地区的寺庙中常种植暴马丁香，作为菩提树的替代树种，以表达佛教的觉悟。在藏传佛教中有“西海菩提树”之称。